# Saad Al Sheeb
Saad Al Sheeb (Doha, 19 de fevereiro de 1990) é um futebolista catari que atua como goleiro. Atualmente joga pelo Al Sadd.

## Carreira
Saad Al Sheeb representou a Seleção Qatariana de Futebol na Copa da Ásia de 2015.
Na Copa do Mundo FIFA de 2022, realizada no Catar, foi convocado para representar o país. Realizou sua estreia em 20 de novembro de 2022, jogo de abertura contra a seleção do Equador. Na derrota da seleção do Catar, por 2 a 0 com dois gols de Enner Valencia, a atuação ruim de Al Sheeb gerou destaque e repercussão na internet por meio de memes e na imprensa especializada em geral.

## Títulos
Al-Sadd
- Liga do Catar: 2012–13, 2018–19, 2020–21, 2021–22
- Copa do Emir do Catar: 2014, 2015, 2017, 2020, 2021
- Copa do Catar: 2008, 2017, 2020, 2021
- Supercopa do Catar: 2014, 2017, 2019
- Copa das Estrelas do Catar: 2010, 2019–20
- Liga dos Campeões da AFC: 2011

Seleção Catari
- Copa do Golfo: 2014
- Copa da Ásia: 2019, 2023